# Callistethus sulawesiensis
Callistethus sulawesiensis är en skalbaggsart som beskrevs av Yuiti Wada 1999. Callistethus sulawesiensis ingår i släktet Callistethus och familjen Rutelidae. Inga underarter finns listade.